# Wieża widokowa na Wzgórzu Pachołek
Wieża widokowa na Wzgórzu Pachołek – wieża widokowa w Gdańsku, na Wzgórzu Pachołek w dzielnicy Oliwa.

## Opis obiektu
Wieża widokowa położona 100 m n.p.m. na szczycie Wzgórza Pachołek w Lasach Oliwskich. Pierwsza wieża widokowa w tym miejscu powstała w 1882 i miała formę wysokiej, murowanej wieży. Jej budowę sfinansował cesarz Niemiec Wilhelm I. Wieża ta została wysadzona przez niemieckich saperów w marcu 1945, aby uniemożliwić jej przejęcie przez nacierające oddziały radzieckie. Do dzisiejszych czasów zachowały się relikty fundamentów. Obecnie istniejąca wieża widokowa została wzniesiona w 1975, posiada konstrukcję metalową, ma 15 metrów wysokości i taras widokowy o wymiarach 8,4 x 8,4 m. Została zamknięta ze względu na stan techniczny w 2006, odnowiona w następnym roku.
Obecnie jest ogólnodostępna. Z wieży rozpościera się widok na Gdańsk i Zatokę Gdańską.
W 2023 trwał remont w ramach którego wieża została oczyszczona i zabezpieczona antykorozyjnie.

## Galeria

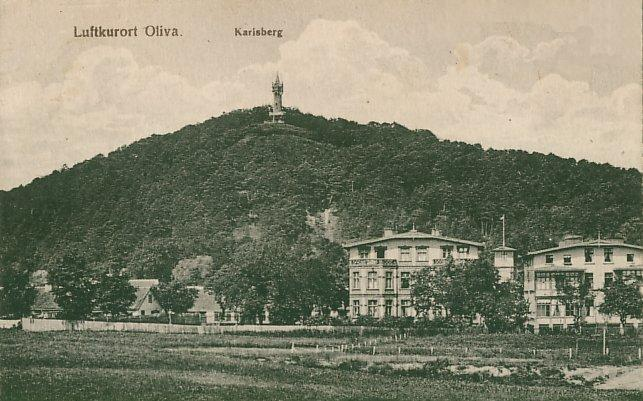
Niezachowana wieża i Wzgórze Pachołek na kartce pocztowej
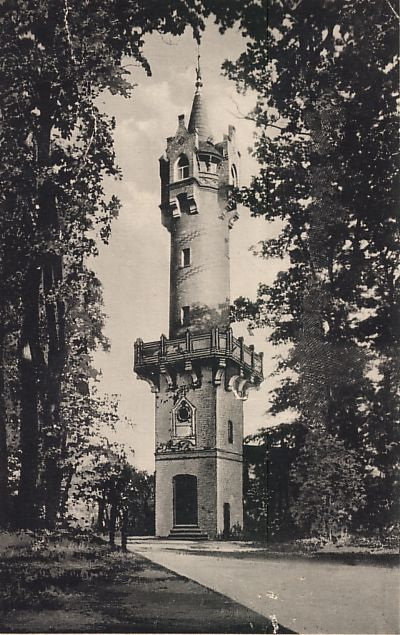
Niezachowana wieża, ok. 1900 r.
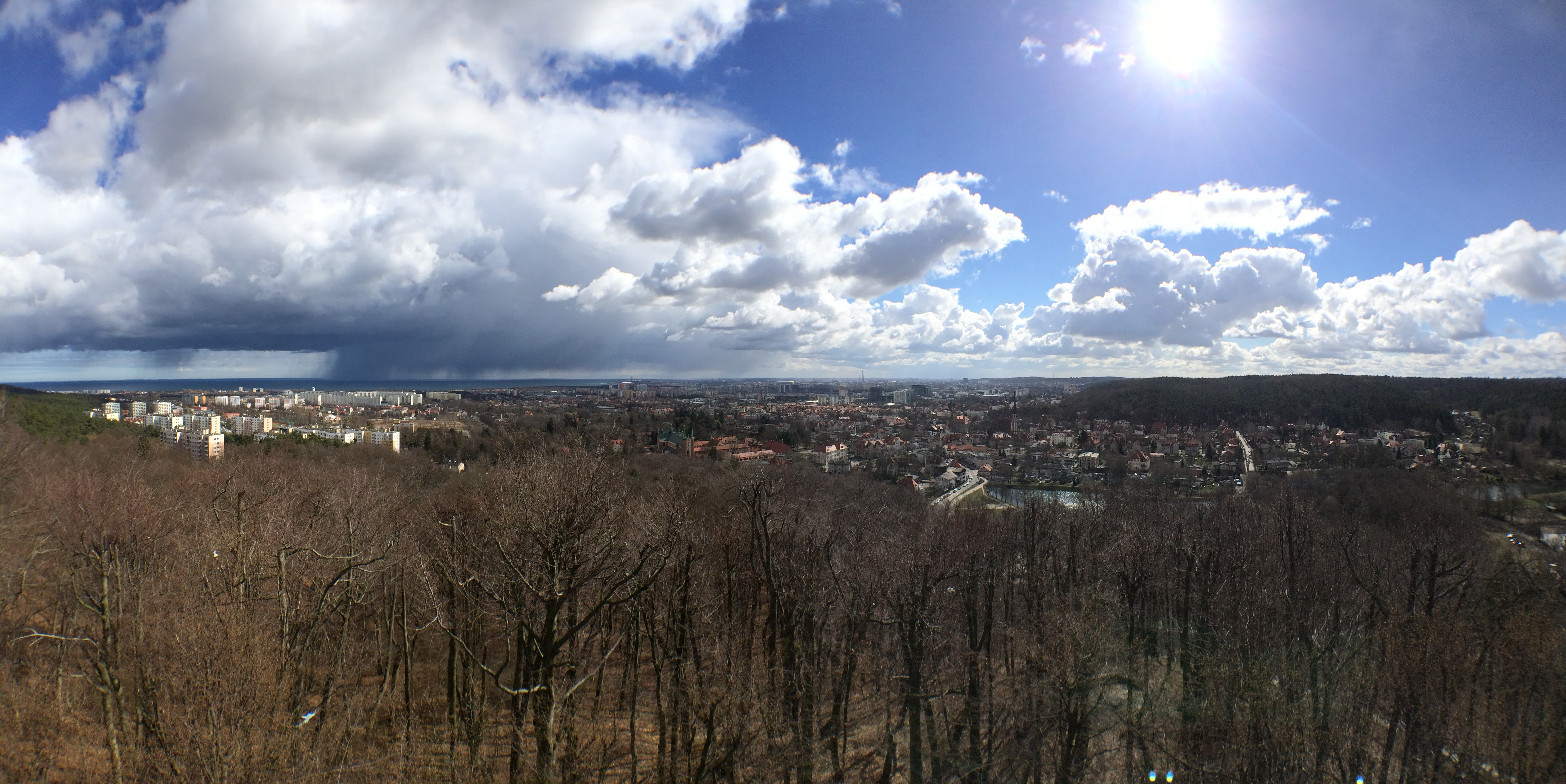
Widok z obecnej wieży